# Хасан Насрала
Сайед Хасан Насрала (на арабски: سيّد حسن نصر الله) е ръководителят на радикалната терористична организация „Хизбула“ в Ливан от 1992 година до смъртта си през 2024 година. 

## Биография
Роден е в многолюдно семейство (той е най-възрастният брат от 9 деца) в Бурдж Хамуд през 1960 г. Семейството му произлиза от Южен Ливан. След завършване на гимназиалното си образование заминава за Наджаф, Ирак, където следва в ислямския университет. През 1978 г. е принуден заедно с мнозина ливански ислямисти да напусне Ирак и да се завърне в Ливан.
През 1982 г. последва Абас ал-Мусави и става един от основателите на Хизбула. През 1990 г. Хизбула изгражда редовна армия, начело на която застава Хасан Насрала. През февруари 1992 г. израелската армия успява да ликвидира Абас ал-Мусауи заедно с членове на неговото семейство. По предложение на Аятолах Хаменеи начело на „Хизбула“ като главен секретар на партията застава Насрала.
До смъртта си той управлява цялата партия, като ръководи и нейните военни операции най-вече срещу Израел и Сирия във войната ѝ с „Ислямска държава“. В последната война в Ливан през 2006 г. Израел има сериозни проблеми с частите на Хизбула. Партията е крайно настроена към западното влияние в Ливан и поддръжниците му, което дава повод на САЩ и Израел да критикуват действията на Хизбула. Партията е подкрепяна от Сирия и Иран.
На 27 септември 2024 e убит след серия въдушни удари на израелската армия в педградията на Бейрут. 